# アーサー・クロフトン (第4代クロフトン男爵)
第4代クロフトン男爵アーサー・エドワード・ラウザー・クロフトン（Arthur Edward Lowther Crofton, 4th Baron Crofton、1866年8月7日 – 1942年6月15日）は、アイルランド貴族。アイルランド貴族代表議員を務めた。

## 生涯
チャールズ・セント・ジョージ・クロフトン閣下（Hon. Charles St. George Crofton、1836年2月1日 – 1895年2月2日、第2代クロフトン男爵エドワード・クロフトンの次男）と妻テリーザ・オーガスタ（1867年8月14日没、ダニエル・バンベリー＝ティッグの娘）の息子として、1866年8月7日に生まれた。
1885年3月28日、イギリス陸軍のボーダー連隊第3大隊に中尉として入隊した。1886年11月17日、ロイヤル・ノーサンバーランド・フュジリアーズに転属した。1895年5月15日、大尉に昇進した。1896年6月15日、Adjutantに任命された。
1912年9月22日に伯父にあたる第3代クロフトン男爵エドワード・クロフトンが死去すると、クロフトン男爵位を継承した。
1914年に第一次世界大戦が開戦したときには予備役に編入されていたが、1914年10月8日に臨時の少佐に任命された。その後臨時の中佐になり、1916年7月8日に1個大隊の指揮官に任命された。戦功により同年に殊勲者公式報告書に名前が記載された。
ロスコモン県の治安判事、副統監を務めた。1916年1月10日にアイルランド貴族代表議員に選出され、1942年に死去するまで務めた。
1942年6月15日に死去、長男に先立たれたため孫エドワード・ブレイズが爵位を継承した。

## 家族
1893年4月14日、ジェシー・キャッスル・ヒューイットソン（Jessie Castle Hewitson、1923年1月19日没、ジェームズ・ヒューイットソンの娘）と結婚、2男1女をもうけた。
- アイリーン・メイベル・ラウザー（Eileen Mabel Lowther、1894年3月24日 – 1972年） - 1918年9月23日、ジェフリー・ヘンリー・ヒューズ・オンズロー（Geoffrey Henry Hughes Onslow、1971年11月27日没）と結婚、子供あり[12]
- エドワード・チャールズ（1896年1月18日 – 1936年11月25日） - 1925年3月5日、セシリア・メイベル・デイ（Cecilia Mabel Day、ジョン・T・デイの娘、アレグザンダー・フランシス・マクドナルドの未亡人）と結婚、子供あり。第5代クロフトン男爵エドワード・クロフトンの父[11]
- アーサー・マーカス・ラウザー（1898年9月7日 – 1962年5月23日） - 1919年11月25日、マーグリット・ウェルシュマン（Marguerite Welchman、デフィールド・ウェルシュマンの娘）と結婚したが、1923年に離婚した。1929年7月17日、アーシュラ・オーガスタ・ジェーン・マオン（Ursula Augusta Jane Mahon、第5代準男爵サー・ウィリアム・ヘンリー・マオンの娘）と再婚し、子供をもうけたが、1946年に離婚した。1946年、オリーヴ・デレイシー・テイントン（Olive Delacey Tainton、1950年4月23日没）と再婚[12]

## 関連文献
- "No. 29766". The London Gazette (Supplement) (英語). 26 September 1916. p. 9455.
- "No. 30407". The London Gazette (Supplement) (英語). 27 November 1917. p. 12535.

| アイルランドの爵位          | アイルランドの爵位             | アイルランドの爵位          |
| --------------------------- | ------------------------------ | --------------------------- |
| 先代 エドワード・クロフトン | クロフトン男爵 1912年 – 1942年 | 次代 エドワード・クロフトン |